# Thereva strigipes
Thereva strigipes är en tvåvingeart som beskrevs av Friedrich Hermann Loew 1870. Thereva strigipes ingår i släktet Thereva och familjen stilettflugor.
Artens utbredningsområde är Manitoba. Inga underarter finns listade i Catalogue of Life.